# RTL 텔레비전
RTL 텔레비전은 독일의 민영 방송이자 룩셈부르크에 본사를 둔 RTL 그룹의 계열의 독일 미디어 그룹 Mediengruppe RTL Deutschland 산하의 채널이다. SAT.1와 함께 독일에서 최초로 개국한 민영 방송국이기도 하다.
독일 외에 오스트리아, 불가리아, 룩셈부르크, 벨기에, 네덜란드, 헝가리, 체코, 루마니아, 크로아티아, 이탈리아에도 위성 방송으로 시청할 수 있다.
1984년 1월 2일 오후 5시 27분, 룩셈부르크에서 독일어 방송인 "RTL Plus"로 개국하였으며 이미 이 때부터 독일 가청권으로 하고 있었다. 1988년에는 본사를 쾰른으로 옮겼다. 1992년에 현재의 이름으로 바뀌었다.
2013년 1월 17일에는 2014년 12월 31일부로 RTL 계열 채널들의 지상파 디지털 텔레비전 (DVB-T) 송출을 중단하겠다고 발표하였다. 이 후에 2013년 7월 31일에 바이에른주에서 먼저 지상파 채널 송출을 중단하고, 2017년 3월 29일 HEVC 기반 DVB-T2 방송으로 전환하면서 DVB-T 송출은 완전히 종료되었다.

## 주요 프로그램
- Guten Morgen Deutschland - 아침 오전 6시의 뉴스 프로그램
- Punkt 12 - 평일 낮 12시~2시에 방송되는 뉴스 프로그램. 첫 방송 당시에는 30분간만 방송되었다.
- RTL Aktuell - 메인 뉴스 프로그램으로 매일 저녁 6:45 ~ 7:05 에 방송된다.
- RTL Nachtjournal - 심야 뉴스 프로그램
- Deutschland sucht den Superstar(독일은 슈퍼스타를 찾습니다)
- Alarm für Cobra 11 (알람 포 코브라 11) - 1996년부터 방송중인 액션, 범죄 드라마. 한국에서는 '스피드 3'으로도 알려져 있다.
- Wer wird Millionär?
- Let's Dance
- Das Supertalent
- Faszination Leben (신기한 인생) - 포쿠스TV 제작
- future TREND (포쿠스 트렌드) - 포쿠스TV 제작
- 구테 자이텐, 슈렉테 자이텐(Gute Zeiten, schlechte Zeiten)
- 운터 운스(Unter Uns)
- 알레스 와스 첼트(Alles was zählt)

## 로고 연혁

1984년~1987년 로고 (RTL plus)
1988년~1992년 로고 (RTL plus)
1992년 12월 5일 이후 로고
2008년 8월 31일~2014년 3월 28일 로고
2017년~2021년 로고

## 자매 채널
- RTL II, VOX, Super RTL, n-tv, RTL Crime, RTL Living, Passion, RTL Nitro